# Johnson-Mehl-Avrami-Kolmogorow-Gleichung
Die Johnson-Mehl-Avrami-Kolmogorow-Gleichung (kurz: JMAK-Gleichung, auch Avrami-Gleichung) beschreibt den Ablauf einer Phasen- oder Gefügeumwandlung bei gleich bleibender Temperatur (isotherme Zustandsänderung). Mit Hilfe der Gleichung erhält man eine ungefähre Kristallisationsrate. Die JMAK-Gleichung beschreibt den gesamten Vorgang der Umwandlung mit zwei Größen, der Nukleationsrate und der Geschwindigkeit des Wachstums bereits gebildeter Bereiche der neuen Phase.

## Historisches
Der russische Mathematiker Andrei N. Kolmogorov publizierte 1937 eine Arbeit zur statistischen Theorie der Kristallisation von Metallen. Robert Franklin Mehl (1898–1976), seit 1935 Leiter der Abteilung „Metallurgical Engineering“ am Carnegie Institute of Technology, und sein Doktorand William Austin Johnson (* 1913, Bachelor 1933, M.S. 1935) zeigten ihre Arbeit über die Kinetik von Nukleation und Wachstum im Februar 1939 auf einer Tagung. Sie veröffentlichten ihre Ergebnisse im Sommer 1939. Die Tagung wurde auch von dem Metallurgen Melvin Avrami von der „School of Mines“ der Columbia University in New York besucht. Avrami veröffentlichte daraufhin in den Jahren 1939 bis 1941 eine Reihe aus drei wegweisenden Veröffentlichungen zu diesem Thema.

## Grundlagen

Wachstum einer Phase β in der Phase α: Keime entstehen an Nukleationszentren N. Das obere Bild zeigt einen früheren Zustand, das untere einen späteren.

Die Umwandlung einer Phase in eine andere, beispielsweise die Kristallisation eines amorphen Festkörpers, geschieht nicht überall zugleich, sondern beginnt an wenigen Punkten (Nukleation). Von diesen Punkten aus wächst die neue Phase (z. B. die Kristallite). Gleichzeitig kommt es auch immer wieder an anderen Stellen zur Nukleation; auch diese Bereiche der neuen Phase wachsen dann weiter. Dies geschieht, bis alle Bereiche der neuen Phase schließlich vereint sind und die alte Phase völlig verschwunden ist. Die JMAK-Gleichung gibt an, wie groß der Anteil der neuen Phase am Gesamtsystem in Abhängigkeit von der Zeit ist.
Voraussetzung für das hier beschriebene Verhalten ist ein System, das zuerst aus einer Phase (hier α) besteht, obwohl eine andere Phase (β) thermodynamisch stabiler ist. Dies tritt zum Beispiel ein, wenn beim Abkühlen einer Legierung die Löslichkeit eines Elementes so weit sinkt, dass die Legierung übersättigt ist, also wenn mehr von diesem Element im Festkörper ist, als darin in Lösung bleiben kann.
Die JMAK-Gleichung ist eine wichtige Grundlage für die Erstellung von Zeit-Temperatur-Umwandlungs-(ZTU-)Schaubildern.

## Anwendungen
Die Johnson-Mehl-Avrami-Kolmogorow-Gleichung beschreibt zahlreiche Prozesse in den Materialwissenschaften, insbesondere der Metallurgie, und in der physikalischen Chemie:
- Kristallisation in einem amorphen Festkörper (z. B. Polymer).
- Phasenumwandlungen mit der Temperatur, z. B. wenn oberhalb einer Grenztemperatur eine, unterhalb eine andere Kristallstruktur thermodynamisch stabil ist.
- In Legierungen beim Abkühlen: Bildung von Präzipitaten (Ausscheidungen) schlecht löslicher Elemente oder von Kristalliten mit intermetallischen Phasen, die ein oder mehrere schlecht lösliche Elemente enthalten (hier wird allerdings nur der Anfang des Prozesses beschrieben, weil es ja zu keiner vollständigen Umwandlung des gesamten Festkörpers kommt).
- Chemische Reaktionen mit einer Reaktionsfront, wenn die Reaktion nahe am thermodynamischen Gleichgewicht stattfindet.

In vielen Fällen beschreibt die JMAK-Gleichung vor allem den Anfang der Umwandlung gut, während  gegen Ende der Umwandlung Abweichungen vom JMAK-Verhalten auftreten können. Bei der Bildung von Kristallen kann dies beispielsweise damit zusammenhängen, dass verschieden orientierte Kristalle zusammenstoßen und zwischen ihnen energetisch ungünstige Grenzflächen entstehen.

## Mathematische Behandlung
Betrachtet wird die Ausscheidung einer Phase β aus der metastabilen Phase α.
Unter den Annahmen
- sphärischer Keime
- einer zufälligen Verteilung der Keime im Volumen
- einer konstanten Nukleationsrate N, mit der neue Keime gebildet werden,
- einer konstanten Wachstumsgeschwindigkeit v der Keime

ergibt sich der Anteil f(t) des umgewandelten Gefüges mit der Zeit t zu:
{\displaystyle f(t)=1-e^{-{\frac {\pi }{3}}N\cdot v^{3}\cdot t^{4}}.}
Diese Gleichung gilt für kurze und lange Umwandlungszeiten t sowie für kleine und große Umwandlungsanteile f:
- Für kurze Zeiten, wenn die Teilchen noch unabhängig voneinander wachsen und wenn {\displaystyle f\ll 1} gilt, lässt sich die JMAK-Gleichung vereinfachen zu:

{\displaystyle f(t)={\frac {\pi }{3}}N\cdot v^{3}\cdot t^{4}.}
Dabei wird von der Gesetzmäßigkeit Gebrauch gemacht, dass für {\displaystyle z\ll 1} gilt: {\displaystyle 1-e^{-z}\approx z.}
Die Gleichung für kurze Zeiten kann vereinfacht so erklärt werden: die Anzahl der Keime wächst gemäß {\displaystyle N\cdot t} und der Radius jedes einzelnen Keims linear mit {\displaystyle v\cdot t,} sein Volumen also mit {\displaystyle (v\cdot t)^{3}.} Daher steigt am Anfang das Gesamtvolumen aller Keime mit {\displaystyle t^{4}.}
- Für lange Zeiten {\displaystyle t\to \infty ,} wenn es zum Zusammenstoß der wachsenden Teilchen kommt oder zur Überlappung ihrer Diffusionseinzugsgebiete, steigt das Volumen des umgewandelten Bereichs langsamer als mit {\displaystyle t^{4},} und der Anteil f geht gegen eins: {\displaystyle f\to 1.}

Beide Gleichungen sind mit den anfänglichen Annahmen über Keimformen und deren Wachstum Spezialfälle einer allgemeineren Gesetzmäßigkeit, die auch für viele andere Modelle gilt:
{\displaystyle f=1-e^{-k\cdot t^{n}}.}
Der Avrami-Exponent n liegt dabei zwischen 1 und 4. Beispielsweise erhält man in zwei Dimensionen (Kristallisation in einer sehr dünnen Schicht und scheibchenförmige Keime) einen Exponenten von n = 3.
Die Konstante k hängt ab von der Nukleationsrate N und der Wachstumsgeschwindigkeit v. Da diese von der Temperatur abhängen, ist somit auch k von der Temperatur abhängig:
{\displaystyle k=k(N(T),v(T))=k(T).}